# جون (كاهن)
جون (بالروسية: Иоанн)‏ هو كاهن روسي، ولد في 22 أكتوبر 1974 في موسكو في روسيا.